# Ад, или Досье на самого себя
«Ад, или Досье́ на самого́ себя́» — советский двухсерийный художественный телефильм Геннадия Беглова, снятый в 1989 году. Сюжет картины основан на автобиографической повести Геннадия Беглова «Досье на самого себя».

## Сюжет
Конец 40-х годов XX века. Молодой режиссёр Виктор Костров влюблён в дочь бывшего офицера НКВД. Отцу не по нраву ухажёр его дочери, и по его доносу Виктора арестовывают. Теперь ему предстоит пережить все ужасы сталинского ГУЛАГа.

## В ролях
- Дмитрий Комов — Виктор Костров
- Ирина Комова — Тамара
- Елена Точёнова — Шура
- Ирина Сабанова — Галя
- Алла Мурина — Надежда
- Владимир Кнат — Женька
- Виктор Михеев — Марик
- Николай Рудик — Коля Шпала
- Юрий Беляев — офицер-фронтовик, заключённый ГУЛага
- Виктор Адеев — Григорий Брагин
- Валерий Быченков — Дегтярёв, майор
- Анатолий Журавлёв — вор
- Александр Лыков — Пётр

## Съёмочная группа
- Автор сценария: Геннадий Беглов
- Режиссёр-постановщик: Геннадий Беглов
- Главный оператор: Константин Рыжов
- Главный художник: Юрий Пашигорев
- Композитор: Борис Грабовский
- Звукорежиссёр: Герман Пронин, Элеонора Казанская
- Директора: Владимир Голышков, Пётр Орлов

## Награды
- Приз кинофестиваля «Дебют» в Москве в 1990 году.
- В марте 2008 года Дмитрий Комов за главную роль в фильме «Ад, или досье на самого себя» был награждён золотой медалью «Национальное достояние» благотворительного фонда «Меценаты столетия» с формулировкой «за благородство помыслов и дел».

## Факты
- «Ад, или Досье на самого себя» известен как «первый народный фильм»[1][2]. Деньги на его съёмки собирали в виде добровольных пожертвований[3].
- Съёмки фильма проходили в Ленинграде и в его пригороде[2].
- Премьерный показ фильма был организован специально для жертв сталинских репрессий[2].
- У фильма практически не было проката, он был признан «художественно несостоятельным» на худсовете Ленфильма[3].